# 마테이 쾨크
마테이 쾨크(슬로베니아어: Matej Kök, 1996년 12월 11일~)는 슬로베니아의 배구 선수로 포지션은 아웃사이드 히터와 아포짓 스파이커이다. 현재 대한민국 V-리그의 대전 삼성화재 블루팡스 소속으로 뛰고 있다.

## 클럽 경력
마리보르에서 태어났으며 2012년에 트리글라우 크란에 입단하면서 선수 경력을 시작했다. 이후 폴란드의 MKS 벵진과 오스트리아의 SK 아이흐/도프에서 활동했으며 류블랴나에 연고를 둔 ACH 볼리에서 대부분의 경력을 보냈다. 2021년에는 중앙유럽 통합 배구 리그인 MEVZA 리그에서 최우수 선수로 선정되었다.
2023-2024 V-리그 트라이아웃에서 전체 6위로 우리카드 우리WON의 지명을 받았으며 1년 간 뛰다가 발목 인대 파열 부상을 당하면서 팀을 떠났다. 이후 2024-2025 V-리그 트라이아웃에서 6위로 대전 삼성화재 블루팡스의 지명을 받으며 입단했다.

## 국가대표팀 경력
연령별 슬로베니아 대표팀에서 뛰었으며 2016년 FIVB 배구 월드리그를 통해 슬로베니아 대표팀에 데뷔했다.

## 같이 보기
- 슬로베니아 배구 국가대표팀